# Béatrix (Automarke)
Béatrix war eine französische Automarke.

## Unternehmensgeschichte
Das Unternehmen M. Tisserand aus Paris begann 1906 oder 1907 mit der Produktion von Automobilen, die als Béatrix vermarktet wurden. 1907 oder etwa 1910 endete die Produktion.

## Fahrzeuge
Die Fahrzeuge waren mit einem Sechszylindermotor ausgestattet, der vorne montiert war und die Hinterachse antrieb. Angeboten wurden die Modelle 15/18 CV, 24/30 CV und 30/40 CV. Es gab die Karosserieform Doppelphaeton mit Platz für vier Personen.